# Хомутово (Нерехтский район)
Хомутово — деревня в Нерехтском районе Костромской области. Входит в состав Волжского сельского поселения.

## География
Находится в юго-западной части Костромской области на расстоянии приблизительно 15 км на восток по прямой от районного центра города Нерехта.

## История
Известна с 1872 года, когда здесь было учтено 9 дворов, в 1907 году отмечено было 34 двора.

## Население
Постоянное население составляло 45 человек (1872 год), 133 (1897), 177 (1907), 256 в 2002 году (русские 99 %), 234 в 2022.